# Cooper Car Company

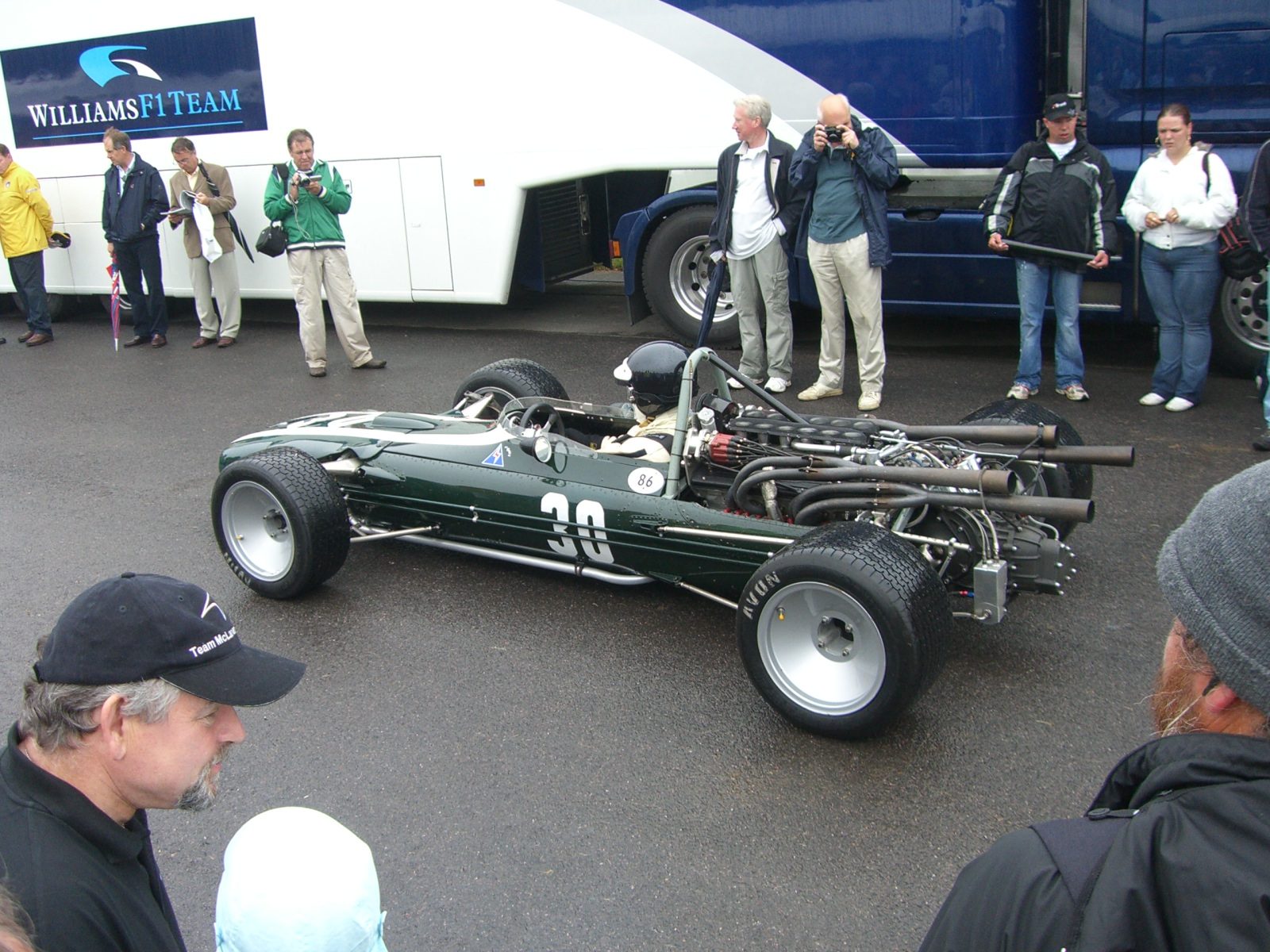
Cooper-Maserati T86, 1967, Jochen Rindt

A Cooper Car Company foi uma equipa britânica de automobilismo que competiu no campeonato da Fórmula 1. Os carros eram os mais leves da época. A equipa conquistou os campeonatos de 1959 e 1960, com o lendário piloto australiano Jack Brabham.
Disputou 129 GP's, a estreia foi no GP de Mónaco / Monte Carlo onde não conseguiu dar nenhuma volta devido ao acidente envolvendo carros da Talbot Lago e Gordini.
Em 1958 finalmente a equipa teve sua primeira vitória com o piloto Stirling Moss no primeiro Grande Prémio do ano, o GP da Argentina / Buenos Aires. A última vitória, a 16º da equipa na F1, foi no GP da África do Sul / Kyalami em 1967 com o piloto mexicano Pedro Rodríguez.
A última corrida disputada pela Cooper Car Company foi em 1969 no GP de Mónaco / Monte Carlo onde o único piloto da equipa em pista, Vic Elford ficou em 7º Lugar. 

## Campeões Mundiais
| Campeonatos | Pilotos      | Temporadas |
| ----------- | ------------ | ---------- |
| 2           | Jack Brabham | 1959, 1960 |

## Vitórias por piloto
Jack Brabham: 7
Stirling Moss: 3
Bruce McLaren: 3
John Surtees: 1
Maurice Trintignant: 1
Pedro Rodríguez: 1